# جون كوندون
جون كوندون (بالإنجليزية: John Condon)‏ (28 فبراير 1889 – 21 فبراير 1919) هو ملاكم من المملكة المتحدة راحل، مثّل بلاده في الألعاب الأولمبية الصيفية 1908.

## روابط خارجية
جون كوندون على موقع بوكس ريك (الإنجليزية) (registration required)
- جون كوندون على موقع اللجنة الأولمبية الدولية (الإنجليزية)
- جون كوندون على موقع أوليمبيديا (الإنجليزية)